# Китайський Тайбей на зимових Олімпійських іграх 1998
Тайвань на зимових Олімпійських іграх 1998 року у Нагано представляли 7 спортсменів (6 чоловіків та одна жінка) у трьох видах спорту — санний спорт, бобслей та фігурне катання. Прапороносцем на церемонії відкриття Олімпіади був бобслеїст Сунь Кванмін. Тайванські спортсмени не здобули жодної медалі.

## Спортсмени
| Вид спорту      | Чоловіки | Жінки | Всього |
| --------------- | -------- | ----- | ------ |
| Бобслей         | 4        | 0     | 4      |
| Санний спорт    | 1        | 1     | 2      |
| Фігурне катання | 1        | 0     | 1      |
| Всього          | 6        | 1     | 7      |

## Бобслей
| След  | Спортсмени                                         | Дисципліна         | Спуск 1 | Спуск 1 | Спуск 2 | Спуск 2 | Спуск 3 | Спуск 3 | Спуск 4 | Спуск 4 | Разом   | Разом |
| След  | Спортсмени                                         | Дисципліна         | Час     | Місце   | Час     | Місце   | Час     | Місце   | Час     | Місце   | Час     | Місце |
| ----- | -------------------------------------------------- | ------------------ | ------- | ------- | ------- | ------- | ------- | ------- | ------- | ------- | ------- | ----- |
| TPE-1 | Сунь Кванмін Чжен Цзіньшань                        | двійки, чоловіки   | 56.84   | 34      | 56.86   | 33      | 56.71   | 33      | 56.93   | 35      | 3:47.34 | 34    |
| TPE-1 | Сунь Кванмін Ду Маошен Чжан Маосань Чжен Цзіньшань | четвірки, чоловіки | 55.30   | 27      | 55.13   | 26      | 55.52   | 26      |         |         | 2:45.95 | 26    |

## Санний спорт
| Дисципліна          | Спортсмен  | 1 заїзд   | 1 заїзд | 2 заїзд   | 2 заїзд | 3 заїзд   | 3 заїзд | 4 заїзд   | 4 заїзд | Загальний результат | Загальне місце |
| Дисципліна          | Спортсмен  | Результат | Місце   | Результат | Місце   | Результат | Місце   | Результат | Місце   | Загальний результат | Загальне місце |
| ------------------- | ---------- | --------- | ------- | --------- | ------- | --------- | ------- | --------- | ------- | ------------------- | -------------- |
| одномісні, чоловіки | Се Сянчунь | 54.192    | 31      | 53.093    | 31      | 53.325    | 29      | 54.159    | 30      | 3:34.769            | 30             |
| одномісні, жінки    | Лі Їфан    | 55.052    | 29      | 55.217    | 29      | 56.648    | 29      | 53.117    | 27      | 3:40.034            | 29             |

## Фігурне катання
| Дисципліна                   | Спортсмен | SP | FS  | TFP | Місце |
| ---------------------------- | --------- | -- | --- | --- | ----- |
| одиночні змагання (чоловіки) | Девід Лю  | 27 | DNF | DNF | –     |